# Melanoperdix niger
La perdiz negra (Melanoperdix niger) es una especie de ave galliforme de la familia Phasianidae endémica del sudeste asiático. Es la única especie del género Melanoperdix.

## Descripción
La perdiz negra mide entre 24 y 27 cm de largo, y tiene un pico robusto ligeramente curvado hacia abajo. Presenta dimorfismo sexual. El macho tiene el plumaje en su totalidad de color negro brillante y el pico negruzco, mientras que el plumaje de la hembra es de tonos castaños rojizos, con la garganta de color crema blanquecino y solo algunas marcas negruzcas en las alas, y tiene el pico también parduzco. Las patas de ambos son de color gris y el iris de sus ojos pardo.

## Distribución y hábitat
Se encuentra únicamente en las selvas tropicales de zonas bajas y pantanos de Borneo y Sumatra y el sur de la península malaya, además de algunas islas menores aledañas. 
A causa de la continua pérdida de hábitat, su pequeña población y el exceso de caza a la que se le somete en algunas zonas la perdiz negra está catalogada como especie vulnerable en la Lista Roja de la UICN de especies en peligro. Se incluye en el apéndice III del CITES de Malasia.

## Reproducción
Anida en el suelo y su nido consiste en un hoyo somero cubierto con hojas secas. Su puesta suele constar de 2 a 6 huevos blancos, que suelen tardar unos 18 o 19 días en eclosionar.